# Sanogoszcz
Sanogoszcz – wieś w Polsce położona w województwie łódzkim, w powiecie rawskim, w gminie Cielądz.
W latach 1975–1998 miejscowość administracyjnie należała do województwa skierniewickiego.
Sanogoszcz to średniej wielkości wieś, złożona z 35–40 domów, zamieszkana przez około 170 mieszkańców.
Przez miejscowość przebiega droga prowadząca do Cielądza, której większość została wyasfaltowana w latach 70. Po obu stronach drogi znajdują się domy i zabudowania gospodarcze, przez co wieś ma charakter niezbyt gęsto zabudowanej ulicówki.
W Sanogoszczy znajduje się przystanek PKS, na którym kilka razy dziennie zatrzymują się autobusy.
Na okolicę Sanogoszczy składają się głównie pola uprawne. Przez wieś przepływa niewielki strumień, zaś kilkaset metrów od miejscowości ma swoje koryto niewielka rzeka Rylka, stanowiąca dopływ Rawki.
Według organizacji Kościoła katolickiego miejscowość należy do parafii Trójcy Świętej w Cielądzu.
Większość mieszkańców utrzymuje się z rolnictwa.